# Viktoriya Rudenok
Viktoriya Rudenok –en ucraniano, Вікторія Руденок– (14 de mayo de 1978) es una deportista ucraniana que compitió en halterofilia. Ganó dos medallas en el Campeonato Europeo de Halterofilia, oro en 2000 y bronce en 1999.

## Palmarés internacional
| Campeonato Europeo | Campeonato Europeo | Campeonato Europeo | Campeonato Europeo |
| Año                | Lugar              | Medalla            | Categoría          |
| ------------------ | ------------------ | ------------------ | ------------------ |
| 1999               | La Coruña (España) | Medalla de bronce  | +75 kg             |
| 2000               | Sofía (Bulgaria)   | Medalla de oro     | +75 kg             |